# Castiarina obliqua
Castiarina obliqua es una especie de escarabajo del género Castiarina, familia Buprestidae. Fue descrita científicamente por Kerremans en 1903.